# عزلة نمرة (تعز)

تعديل مصدري - تعديل

عزلة نمرة هي إحدى عزل مديرية جبل حبشي في محافظة تعز اليمنية ويبلغ تعداد سكانها 2445 نسمة حسب التعداد السكاني في اليمن لعام 2004.